# 王煥文
王焕文（1882年—？），字绍文，江西东乡人，清朝及中华民国医生。

## 生平
清朝光绪8年（1882年），王焕文出生。光绪28年6月（1902年），作为江西官费生到日本留学。日本明治37年（1904年）入东京药学专门学校（今东京药科大学的前身），明治40年1月（光绪33年，1907年）毕业。随即作为选科生入东京帝国大学医科大学药科学习，修制药化学和药物分析专业，师从日本药学会会长、医化学教室教授长井长义博士。同年11月，经长井长义介绍，王焕文成为日本药学会的正式会员。
王焕文准备在中国留学生中创办药学会，获得了东京帝国大学及东京周边地区的学校如东京药学专门学校、千叶医科大学的药科留学生的支持。1907年秋，王焕文作为召集人酝酿创建中国药学会。
光绪34 年（1908年）夏，王焕文归国探亲，转赴北京郊区采集矿物“硵子”（即碳酸钠）及药用真菌“茯苓”标本。同年秋，经一年多筹备后，王焕文向27位创会成员发出邀请，在东京水道桥明乐园（疑为“后乐园”之误）的一家中华料理店召开了中华药学会（中国药学会的前身）成立大会。27位创始会员中，与会者有20位，其余7位未能到会。会上，王焕文当选该会第一任会长。当时，王焕文仍为东京帝国大学医化学教室选科生，但最晚在11月已经转居东京本乡区森川新坂町1丁目374番地。
明治42年（1909年）1月16日，王焕文在日本药学会每月例会上口头发表了学术论文《关于中国北部产天然碳酸钠》。这应当是中国学者最早发表的中药科研成果。该文后来以《关于中国产天然碳酸钠》为题，刊登于1909年10月26日出版的日本《药学杂志》第332号。同年4月10日至11日，王焕文出席了第29届日本药学会年会，11日在学术演说会上口头发表了学术论文《茯苓的化学分析》论文。该文后来以《关于茯苓的成分》为题刊登在1909年5月26日出版的日本《药学杂志》第327号，这是中国学者最早正式发表的中药科研论文。
留学结业后，明治42年（宣统元年，1909年）5月王焕文归国，获清政府颁发留学证书“东字第316号”（加编考字第29号）。同年7月，他向日本药学会报告的在中国的通讯地址为北京顺治门内西单牌楼旧刑部街江右王宅，到1922年他一直住在这里。民国9年（1920年），王焕文任北洋政府内务部北京卫生试验所所长，并且在该所举办的第4届中华药学会年会上再度当选为第四任会长。1923年，他迁居北京顺治门外魏染胡同31号。民国15年（1926年）11月7日，在上海召开的第五届中华药学会年会上，王焕文当选中华药学会北京评议员。1930年，任天津市卫生局技正。1935年后，任天津市政府秘书。1940年代退休，返回北平魏染胡同31号居住。